# Поділ клітини
По́діл кліти́ни — процес, у якому клітина, що називається материнською клітиною, ділиться на дві нові клітини, що називаються дочірніми клітинами. Поділ клітини — зазвичай обов'язковий етап клітинного циклу. Протягом мейозу, проте, клітини істотно змінюються, і не повертаються до початкового стану.
Поділ клітини — біологічна основа життя. У випадку одноклітинних організмів, наприклад, амеби, один поділ клітини утворює повний організм. У випадку багатоклітинних організмів, поділ клітини також може створити потомство, наприклад, рослини, які виростають від пагона. Але важливіше, поділ клітини надає можливість статевого розмноження організмів з одноклітинної зиготи, яка сама утворюється в результаті поділу статевої клітини. І після виростання до дорослого стану, поділ клітин дозволяє безперервне оновлення і ремонт організму.
Першочергове завдання при поділі клітини — копіювання геному початкової клітини. Перед тим, як поділ зможе відбутися, інформація геному, збережена у хромосомах, повинна реплікуватися, а копії геному розподілитися між частинами клітини. Багато елементів клітинної інфраструктури залучаються до зберігання генетичної інформації між поколіннями.

## Типи поділу клітини

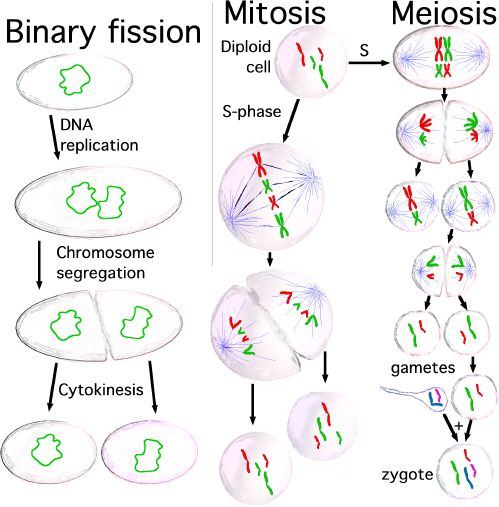
Три типи поділу клітини

Клітини можна поділити на два класи: дещо простіші прокаріотичні клітини без клітинного ядра, і клітини еукаріотів, де генетична інформація міститься у клітинному ядрі. Через їхні структурні відмінності, поділ еукаріотичних і прокаріотичних клітин відрізняється.
Більш того, картина поділу клітини статевих клітин еукаріотів (коли статеві клітини, сперма у чоловіків та яйцеклітини у жінок, спочатку зливаються, утворюючи гамети), відрізняється від поділу соматичних клітин еукаріотів.

### Прокаріотичні клітини
Основна стаття: Бінарний поділ
Клітини прокаріотів (на відміну від еукаріотів) не мають оточеного подвійною мембраною ядра, і мають простіший геном: звичайно тільки одну циркулярну хромосому дещо меншого розміру. Тому поділ прокаріотичної клітини (процес, відомий як бінарний поділ) швидкий.
Хромосома дублюється до розділення. Дві копії хромосоми переміщаються і прикріплюються до протилежних сторін клітинної мембрани. Цитокінез, фізичне розділення клітини, відбувається дуже швидко.

### Соматичні еукаріотичні клітини
Основна стаття: Мітоз
Поділ такої клітини може бути розділений на дві частини:
- Мітоз: Поділ ядра, з утворенням двох ядер, що мають ідентичні набори хромосом.
  - Інтерфаза
  - Профаза
  - Прометафаза
  - Метафаза
  - Анафаза
  - Телофаза

Протягом профази, стадії мітозу, розділяються центросоми, а протягом прометафази руйнується саме ядро. Протягом метефази хромосоми вистроюються в екваторіальній площині та приймають форму літер «X». Частини хромосом в цій формі називаються сестринськими хроматидами, та тримаються разом у центромері. На початку анафази, центросоми, прикріплені кожна до однієї частини в кожній парі хроматид, починають розтягувати хроматиди за допомогою мікротрубочок. Протікає розділення хроматид на два окремих набори дочірніх хромосом.
- Цитокінез: Розділення цитоплазми, органел та інших клітинних компонентів.

Багатоклітинні організми замінюють поношені клітини через поділ клітин. Проте, у тварин більшість клітин мають обмеження на кількість поділів, тому що кінці хромосом не можуть бути реплікованими через неактивну теломеразу. Теломери, структури на кінцях хромосом, багаторазово повторюють певний шматок генетичного коду, які у випадку неактивної теломерази при кожному поділі скорочуються на один період і після певного числа поділів повністю витрачаються. У людських соматичних клітин такий поріг досягається після 52 розділень, числа, відомого як межа Гайфліка. Після цього клітини не мають можливості продовжувати поділ. Лише незначна частина клітин тіла людини, так звані стовбурові клітини, мають можливість ділитися необмежено. Проте, ракові клітини тим чи іншим шляхом обходять цей поріг та стають «безсмертними».

### Статеві клітини еукаріотів
Основна стаття: Мейоз
У більшості клітин еукаріотів при статевому розмноженні відбувається особливий тип поділу клітини, мейоз. Протягом мейозу, геном диплоїдної зародкової клітини реплікується та проходить два поділи, схожих на мітотичний поділ, але без повторної реплікації ДНК, приводячи до утворення чотирьох гаплоїдних статевих клітин. Кожна статева клітина містить один комплект хромосом, або половину генетичного вмісту оригінальної клітини. Ці гаплоїдні клітини можуть об'єднатися з гаплоїдними клітинами протилежної статі протягом запліднення, утворюючи нову диплоїдну клітину або зиготу, яка пізніше зможе розвитися у новий окремий організм. Тому мейоз є не тільки механізмом поділу, але й об'єднання геномів особин двох статей.